# Зарванці
За́рванці— село в Україні, у Вінницькому районі Вінницької області. Входить до складу Якушинецької сільської громади. 

## Географія
Віддалене від Вінниці на 2 км. За 0,5 км від села проходить автотраса.

## Населення
Чисельність населення села Зарванці станом на 1 січня 2022 року - 8 286 осіб.

### Мова
Розподіл населення за рідною мовою за даними перепису 2001 року:
| Мова       | Кількість | Відсоток |
| ---------- | --------- | -------- |
| українська | 3423      | 96.85%   |
| російська  | 109       | 3.09%    |
| білоруська | 2         | 0.06%    |
| Усього     | 3512      | 100%     |

## Релігія
В селі діє храм Великомучениці Параскеви Вінницького районного благочиння.  Храмове свято (день села) - 10 листопада – св. Великомучениці Параскеви .

## Пам'ятки

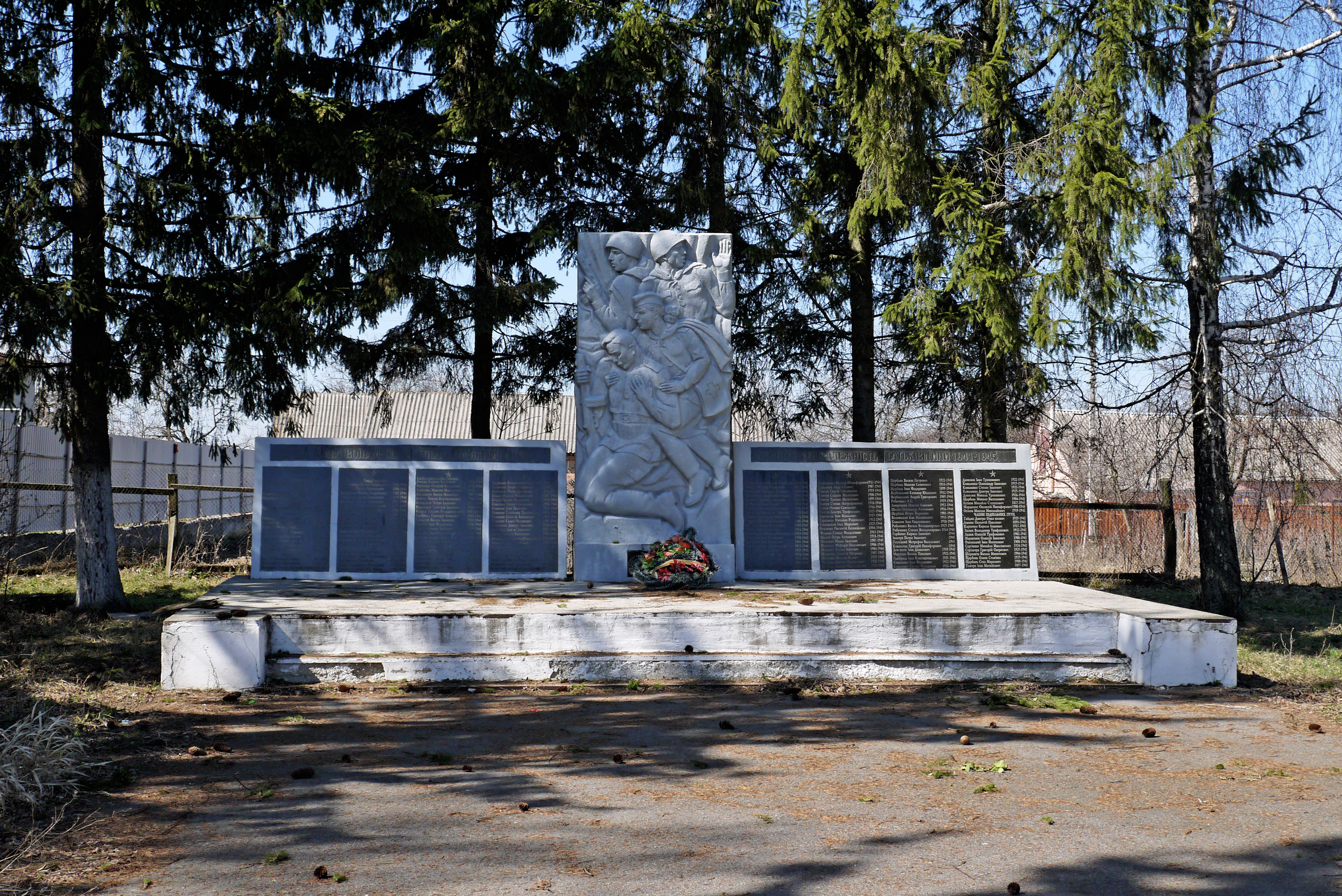
Пам'ятник 116 воїнам — односельчанам, загиблим на фронтах Другої світової війни.

- Пам'ятник 116 воїнам — односельчанам, загиблим на фронтах радянсько-німецької війни.
- Культура горіха чорного — ботанічна пам'ятка природи місцевого значення.
- Горіх грецький — ботанічна пам'ятка природи місцевого значення.
- Еталонна діброва — ботанічна пам'ятка природи місцевого значення.

## Відомі люди

### Відомі уродженці
- Варюхін Володимир Олексійович (1921—2007) — доктор технічних наук, професор, Заслужений діяч науки УРСР, генерал-майор, основоположник теорій багатоканального аналізу та цифрових антенних решіток[6].

## Галерея

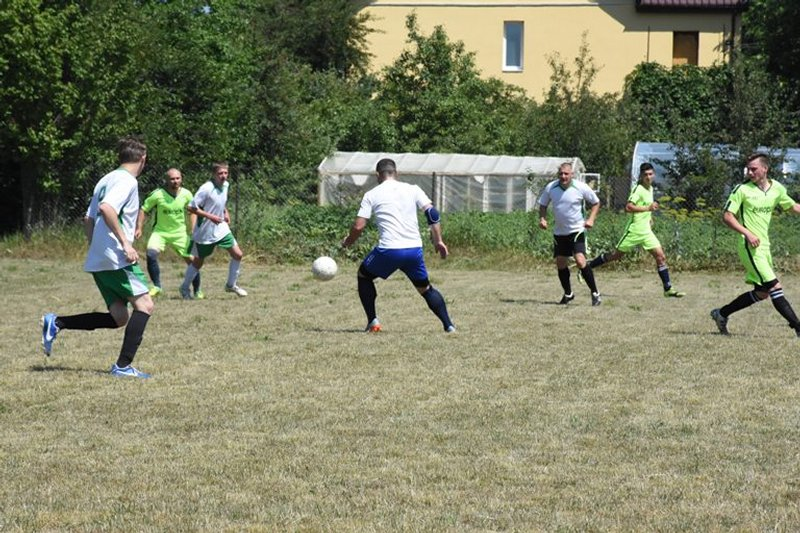
Стадіон у Зарванцях

## Коротка історична довідка
Перші архівні дані про с. Зарванці з’являються з XVIII ст., але людські поселення тут були здавна. На території села Зарванці знаходиться три пам’ятки археології місцевого значення: 
- поселення черняхівської культури III – IV ст. н.е. та скіфської культури VI – IV ст. до н.е.;
- поселення епохи бронзи XI-IX ст.до н.е. в південно-західній окраїні села;
- слов’янське поселення IV-VII ст. н.е. в південно-західній частині села.

В 1745 – 1747 рр. була збудована триверха церква «Парасковії Мучениці». Згоріла у 1819 р. Дзвіниця згоріла у 1843 р. Нова церква збудована у 1853 р., з дзвіницею. В 1785 році в поселені проживало 158 осіб. За народними переказами село назване в честь козака Зарви, який боровся проти польського шляхства. В XVIII-XIX ст. поселення виходили поміщики Биковські, останньою представницею була Юлія Яхчєвич (Биковська). З початку XX ст. і до Жовтневої революції 1917 року поміщиком в Зарванцях був відставний офіцер Шабанов В. дореволюційному поселенні в 1898 році проживало 1245 осіб (604 чоловіки та 641 жінка), хати були глинобитні - вальковані під солом’яними дахами, основними спорудами села були церква та будинок попа. В 1895 році збудовано та відкрито школу-інтернат, на Літинському шосе (початок вул. Л. Українки) була корчма із «постоялим двором». Радянська влада була проголошена 17 січня 1918 року, до 1926 року архівні документи не збереглися. В 1926-1927 р. утворилися перші артілі незаможних селян (ТСОЗ), було створено три ТСОЗ: «Червоний літак», «Червона зірка», «Відвага» в Хмельові – «Згода». Після закінчення Великої Вітчизняної Війни створено колгосп ім. Суворова, відновлювались та будувались нові будівлі. В 1963 році побудована інкубаторна станція; збудовані в 1970р. птахоферма, телятник; в 1980р. свиноферма. Всі будівлі на даний час не діючі. Будувалися громадські будівлі: 
- 1950р. – збудований дитячий садок «Золота рибка»;
- 1956р. – збудована школа на 30 учнів;
- 1973р. – збудована школа на 158 учнів (на сьогоднішній день діюча);
- 1970р. – побудовані ФАП та клуб на 300 місць.
- Після 2000 року почали будуватись приватні будівлі: магазини, кафе, готелі.[8]

## Перелік існуючих об'єктів
Структура житлового фонду села Зарванці представлена в основному індивідуальними житловими будинками в кількості 1902 шт. із секційної забудови є 1 буд. 4-х поверховий, 2 буд. 3-х поверхові, 10 буд. 2-х поверхові, які розташовані по вул. Зарічна та Паркова. Площа існуючих присадибних ділянок складає до 0,25 га.
Із існуючих об’єктів в селі Зарванці є наступні будівлі:
- Будинок культури на 300 місць;
- Школа І-ІІ ступенів на 188 місць (КЗ "Зарванецька гімназія" [9]);
- Дитсадок «Золота рибка» на 50 місць;
- Магазини продовольчих та промислових товарів;
- Церква на 50 прихожан; - Готелі, кафе та ресторани;
- ТЦ «Метро» торгівельна площа 12000 м2;
- Гіпермаркет «Епіцентр» торгівельна площа 21000 м2;
- В південно-західній частині села розташований не діючий свинокомплекс, земельна ділянка перебуває у власності ПрАТ «Якушинецьке». На даний час будівлі які залишилися в придатному стані здаються в оренду і використовуються як складські будівлі різного призначення;
- В південній частині села розташований гаражний кооператив КСК-8 та ГСК-9 побудований у 1986 році.
- Гурток "Робототехніка" що безкоштовно навчає дітей, було створено у 2024 році за співфінансування громади та компанії "Глянець". [10]

Інженерно-транспортна інфраструктура: через територію населеного пункту проходять міжнародні автомобільні дороги: - М-12 Стрий-Тернопіль-Кіровоград-Знам’янка (через м Вінниця); - М-21 Житомир - Могилів-Подільський (через м. Вінницю).
В межах села Зарванці функціонують станції технічного обслуговування (СТО) – 5 шт; автозаправні станції (АЗС / ГЗС) – 7 / 1 шт.; бокси для продажу дорожньої техніки - 5 шт.
Інженерна інфраструктура: артезіанські свердловини, трансформаторні підстанції - 52шт., газорозподільні пункти - 10 шт., лінії електропередач ПЛ-110 кВ.,10 кВ., газопровід високого тиску, середнього та низького тисків, очисні споруди з біологічними ставками для існуючої середньо поверхової забудови (до 4-х поверхів).
Село Зарванці мало присілок Хмелева (Хмільова). У лісі біля цього присілку були насипи у кілька рядів, поруч – ур. Городище. Там знаходили каміння, цеглини. 

## Вулиці села (перелік)
Агрономічна, Акціонерна, Андріюка Романа, Архітектурна, Багабунта Г., Багряна, Барвінкова, Барське шосе, Берегова, Будівельна, Васильківська, Веснянок, Вечірня, Виноградна,  Вільна, Вишнева, Володимира Великого, Володимирська, Героїв Чорнобиля, Гетьманська, Гетьманський (провулок), Глибока, Грицана Павла, Грушевського, Депутатська, Джерельна, Джерельний (провулок), Діамантова, Діброва, Добра, Дружби, Дюківська, Екологічна, Заболотного, Заболотного (провулок), Зарічна, Зелена, Зелений (провулок), Зелений (тупик), Зоряна, Інженерна, Кармелюка, Карпатська, Квіткова, Кільцева, Кооперативна, Клубна, Княгині Ольги, Козацька, Коцюбинського, Красноокнянська, Левада, Левада (провулок), Ліквідаторів аварії на ЧАЕС, Лісна, Мечнікова Іллі, Мирна,  Молодіжна, Морська, Мрії, Набережна, Нечая Данила, Нечая Данила (провулок), Одеська, Одеський (провулок), Озерна, Паркова, Патріотична, Педагогічна, Пляжна, Подільська, Польова, Пирогова, Пирогова (провулок), Приозерна, Проєктна, Пшенична, Рибацька, Рівна, Руданського, Руданського (провелок), Сагайдачного, Садова, Садовий (провулок), Самоврядна, Соборна, Солов'їна, Сковороди, Сонячна, Соснова, Спортивна, Слов'янська,  Стельмаха, Степова, Стеценка, Стрілецька, Стуса,  Травнева, Українки Лесі, Українки Лесі (провулок), Українська, Фортівська, Франка Івана,  Хмельницьке шосе, Хмельницького Богдана, Хмельницького Богдана (провулок),  Хмелянська, Хмелянський (провулок), Цегельна, Цегельний (провулок), Церковна,  Чемпіонська,  Чижова,  Чорнобильська, Чорновола, Шевченка, Шкільна, Щаслива, Яблунева, Ярослава Мудрого, 0,5-й км Хмельницького шосе, 1-й км Хмельницького шосе, 7-й км Хмельницького шосе.